# 原田ひ香
原田 ひ香（はらだ ひか、1970年 - ）は、日本の小説家、脚本家。神奈川県生まれ。東京都杉並区在住。

## 経歴
神奈川県立鶴見高等学校を経て、1994年に大妻女子大学文学部日本文学科を卒業。大学では中古文学を専攻し、『更級日記』で卒業論文を書いた。卒業後は秘書として働き、29歳で結婚。夫の転勤に伴って北海道帯広市に転居し、シナリオを独学で学ぶ。フジテレビヤングシナリオ大賞に応募し最終選考に残り、3年後に東京に戻った時期と前後してフジテレビから連絡が来て、企画の仕事依頼が来るようになる。
2005年、『リトルプリンセス2号』（中村比香名義）で第34回NHK創作ラジオドラマ脚本懸賞公募（現・創作ラジオドラマ大賞）の最優秀作を受賞し、しばらくプロットライターとして活動する。2007年、「はじまらないティータイム」で第31回すばる文学賞を受賞して小説家デビューする。
2010年、『三十年目のブルーテープ』（樋田春香名義）で第31回BKラジオドラマ脚本賞佳作を受賞。

## 作品リスト

### 単著
- 『はじまらないティータイム』（2008年1月 集英社 ISBN 9784087712056）
  - 初出:『すばる』2007年11月号
- 『東京ロンダリング』（2011年7月 集英社 ISBN 978-4087714111 / 2013年12月 集英社文庫 ISBN 9784087714111）
  - 初出:『すばる』2010年2月号
- 『人生オークション』（2011年10月 講談社 ISBN 9784062172875 / 2014年2月 講談社文庫 ISBN 978-4062777605）
  - 初出:『群像』2011年3月号
- 『母親ウエスタン』（2012年9月 光文社 ISBN 978-4334928490 / 2015年1月 光文社文庫 ISBN 978-4334768560）
- 『アイビー・ハウス』（2013年3月 講談社文庫 ISBN 978-4062774871）
  - 初出:『群像』2012年5月号
- 『彼女の家計簿』（2014年1月 光文社 ISBN 9784334929251 / 2016年7月 光文社文庫 ISBN 978-4334773205）
- 『ミチルさん、今日も上機嫌』（2014年5月 集英社 ISBN 9784087715613 / 2017年7月 集英社文庫 ISBN 978-4087456103）
- 『三人屋』（2015年6月 実業之日本社 ISBN 9784408536675 / 2018年2月 実業之日本社文庫 ISBN 978-4408554075）
  - 初出:「ジェイ・ノベル プラス」
- 『ギリギリ』（2015年9月 KADOKAWA ISBN 9784041034620 / 2018年11月 角川文庫 ISBN 978-4041076439）
  - 初出:『小説 野性時代』
- 『復讐屋成海慶介の事件簿』（2015年11月 双葉社 ISBN 9784575239287 / 2018年7月 双葉文庫 ISBN 978-4575521306）
  - 【改題】『その復讐、お預かりします』（2024年12月 双葉文庫 ISBN 978-4575528169）
  - 初出:『カラフル』
- 『虫たちの家』（2016年6月 光文社 ISBN 978-4334910990）
  - 文庫改題：『彼女たちが眠る家』（2019年1月10日 光文社文庫 ISBN 978-4334777845）
- 『失踪.com 東京ロンダリング』（2016年9月 集英社 ISBN 978-4087754315）
  - 文庫改題：『事故物件、いかがですか？ 東京ロンダリング』（2022年5月 集英社文庫 ISBN 978-4087443844）
- 『ラジオ・ガガガ』（2017年5月 双葉社 ISBN 978-4575240344 / 2020年5月 双葉文庫 ISBN 978-4575523546） 
  - 初出:『カラフル』
- 『ランチ酒』（2017年11月 祥伝社 ISBN 978-4396635343 / 2020年10月 祥伝社文庫 ISBN 978-4396346744）
- 『三千円の使いかた』（2018年4月 中央公論新社 ISBN 9784120050701 / 2021年8月 中公文庫 ISBN 978-4122071001）
- 『DRY』（2019年1月 光文社 ISBN 978-4334912604 / 2022年12月 光文社文庫 ISBN 978-4334794552）
- 『おっぱいマンション改修争議』（2019年4月 新潮社 ISBN 978-4103525110） 
  - 初出:『小説新潮』
- 『ランチ酒 おかわり日和』（2019年7月 祥伝社 ISBN 978-4396635664 / 2022年6月 祥伝社文庫 ISBN 978-4396348120）
  - 初出:「コフレ」
- 『まずはこれ食べて』（2019年12月 双葉社 ISBN 978-4575242355 / 2023年4月 双葉文庫 ISBN 978-4575526547）
- 『口福のレシピ』（2020年8月 小学館 ISBN 978-4093865869 / 2023年2月 小学館文庫 ISBN 978-4094072242）
  - 初出:『STORY BOX』
- 『一橋桐子 (76) の犯罪日記』（2020年11月  徳間書店 ISBN 9784198651886 / 2022年8月 徳間文庫 ISBN 978-4198947699）
  - 初出:『読楽』
- 『三人屋 サンドの女』（2021年2月 実業之日本社文庫 ISBN 978-4408556468）
  - 初出:「ジェイ・ノベル プラス」
- 『ランチ酒 今日もまんぷく』（2021年6月 祥伝社 ISBN 978-4396636098）
- 『母親からの小包はなぜこんなにダサいのか』（2021年9月 中央公論社 ISBN 978-4120054648 / 2024年8月 中公文庫 ISBN 978-4122075498）
- 『そのマンション、終の住処でいいですか？』（2022年1月 新潮文庫 ISBN 978-4101036816）
- 『古本食堂』（2022年3月 角川春樹事務所 ISBN 978-4758414166 / 2023年9月 ハルキ文庫 ISBN 978-4758445948）
- 『財布は踊る』（2022年7月 新潮社 ISBN 978-4103525127 / 2024年12月 新潮文庫 ISBN 978-4101036823）
- 『老人ホテル』（2022年10月 光文社 ISBN 978-4334914929 / 2025年4月 光文社文庫 ISBN 978-4334106089）
  - 文庫版のみスピンオフ短編「ファーストクラス・ラウンジ」を収録。
- 『図書館のお夜食』（2023年6月 ポプラ社 ISBN 978-4591178249）
- 『喫茶おじさん』（2023年10月 小学館 ISBN 978-4093866965）
- 『定食屋「雑」』（2024年3月  双葉社 ISBN 978-4575247275）
- 『古本食堂 新装開店』（2024年6月 角川春樹事務所 ISBN 978-4758414678）
- 『月収』（2025年2月 中央公論新社 ISBN 978-4120058851）
  - 初出:『婦人公論』
- 『一橋桐子(79)の相談日記』（2025年8月 徳間書店 ISBN 978-4198660253）
  - 初出:『日本農業新聞』

### アンソロジー収録作品
- 立春（『君と過ごす季節』2012年12月 ポプラ社文庫）
- クラシックカー（『12星座小説集』2013年5月 講談社文庫）
- 君が忘れたとしても（『十年交差点』2016年8月 新潮文庫）
- 定食屋『雑』（『ほろよい読書』2021年8月 双葉文庫）
- ササミ（『黒猫を飼い始めた』2023年2月 講談社 / 2025年2月 講談社文庫）
- 一生遊んで暮らせる方法（『ここだけのお金の使いかた』2022年12月 中公文庫）
- 夏のカレー（『夏のカレー 現代の短篇小説ベストコレクション2024』2024年9月 文春文庫 / 『いただきますは、ふたりで。 恋と食のある10の風景』2025年1月 新潮文庫nex） - 初出掲載時「冴子」から改題。
- ペリーヌの卵とパン（『おいしそうな文学。』2025年2月 講談社）

### 単行本未収録作品
- ナチュラルママ！（『すばる』2008年4月号）
- AS AS AS（『すばる』2008年12月）
- 失踪クラブ（『すばる』2009年5月）
- 台詞（『群像』2009年5月）
- 権力の娘（『すばる』2010年12月）
- 来星（『すばる』2012年6月）
- こなこな（『文學界』2012年12月）
- シュガーベイブ、シュガーダディ（『すばる』2013年5月）
- 恥ずかしい子供（『すばる』2015年1月）
- ササミ（「Mephisto Readers Club」 2022年6月）
- #台所のあるところ（『オール讀物』2025年1・2月号から連載）
- 家計簿物語 スーパーの人々（『婦人之友』2025年4月号から連載）

### シナリオ
- FMシアター サバイバーズ・ギルド 私のいない街で（NHK-FM放送 2011年10月）

## 映像化作品

### テレビドラマ
- 『一橋桐子の犯罪日記』（2022年10月8日 - 11月5日、NHK総合「土曜ドラマ」、主演：松坂慶子）
- 『三千円の使いかた』（2023年1月7日 - 2月25日、フジテレビ系列「土ドラ」枠、主演：葵わかな）